# 섀터드 이미지
《섀터드 이미지》(Shattered Image)는 미국에서 제작된 라울 루이즈 감독의 1998년 범죄, 드라마, 판타지 영화이다. 윌리암 볼드윈 등이 주연으로 출연하였고 수잔 호프만 등이 제작에 참여하였다.

## 출연

### 주연
- 윌리암 볼드윈
- 안느 파릴로드

### 조연
- 리잔느 폴크
- 그레이엄 그린
- 뷜 오지에
- 빌리 윌못
- 오닐 피어트
- 레오니 포브스
- 릭 라바넬로
- 마크 에이커스트림
- 피터 핸론
- 엘윈 스콧
- 파블로 호일렛
- 페이 엘링톤
- 일로나 마르골리스
- 로저 올포드
- 벤 오드버그
- 조한나 우렛
- 폴 마겔
- 파블로 코피
- 나타샤 부디
- 켈리 웨스트게이트
- 로이드 A. 실버맨

## 기타
- 프로듀서: 엠마뉴엘 이티어
- 공동제작: 리잔느 폴크
- 협력프로듀서: 콜린 캠프
- 협력프로듀서: 엠마뉴엘 이티어
- 협력프로듀서: 에릭 샌디스
- 미술: 로버트 드 비코
- 배역: 수잔 테일러 브로즈